# Rede de Reabilitação Lucy Montoro
A Rede de Reabilitação Lucy Montoro é um centro de saúde destinado ao atendimento de pessoas com deficiências físicas ou doenças potencialmente incapacitantes. Fora criada em 2008 pelo Governo do Estado de São Paulo, por meio das Secretarias de Saúde e dos Direitos da Pessoa com Deficiência, e lançada pelo Decreto 52.973/08. Seu nome é uma homenagem a ex-primeira dama do estado de São Paulo Lucy Montoro, que prestou inúmeros trabalhos sociais à frente do Fundo Social de Solidariedade do Estado de São Paulo – Fussesp, e falecida em 2002.

## Propostas da Rede
A proposta da Rede Lucy Montoro é gerar condições às pessoas com deficiência física de serem incluídas na sociedade a partir do desenvolvimento de suas habilidades e potencialidades, através da reabilitação de ponta, cirurgias para a inserção de próteses e acompanhamento psicológico, fisioterapêutico e terapêutico ocupacional, focado principalmente na população vítima de traumas por acidentes. Foi projetado para ser um centro de excelência em tratamento, ensino e pesquisa em Reabilitação no Brasil. Para tanto, a Rede Lucy Montoro conta com a parceria de importantes instituições, como o Hospital das Clínicas de São Paulo e a Faculdade de Medicina da USP.
O atendimento destina-se, principalmente, a pacientes com lesões medulares, amputados, com seqüelas físicas e cognitivas de traumatismo crânio-encefálico, com paralisia cerebral e hemiplegias severas – com disfunção ou interrupção dos movimentos de membros (superiores, inferiores ou ambos), e com severa restrição de mobilidade.

## Serviços Disponibilizados pela Rede
O projeto disponibiliza aos usuários, serviços como piscina aquecida especial para hidroterapia, sauna laboratórios de função pulmonar, ergoespirometria, podobarometria, laboratórios de análise do movimento, eletroneuromiografia e potencial evocado, urodinâmica e terapias complementares, equoteratpia (terapia que oferece as vantagens e benfeitorias da simulação dos movimentos do cavalo nos tratamentos de reabilitação), centro cirúrgico, espaço para condicionamento físico, espaço para atendimento em grupo, serviços de telemedicina (possibilita intercomunicação entre as unidades da rede), centro de implante coclear (tecnologia para pessoas com deficiência auditiva). Centro de aplicações especiais (toxinas de reabilitação, p. e.) e quadra poliesportiva.
Para atendimento itinerante foi criada uma unidade móvel: um caminhão de 15m de comprimento por 2,60 de largura, com consultório médico, sala de espera, e oficina de órteses e próteses, que viaja pelo estado de São Paulo prestando atendimento e ajudas técnicas.

## Critérios de Acesso aos Serviços da Rede
Para receber os tratamentos oferecidos pela rede, o paciente passa por uma triagem, cujo parâmetro é a necessidade clínica do paciente. Para casos de internação são priorizados os casos com encaminhamento pela rede SUS do interior do estado de São Paulo, que têm mais dificuldade de acesso aos centros de tratamento.

## Unidades da Rede
A rede é composta por unidades fixas na capital, onde encontra-se o hospital sede da rede (Clínicas), destinado ao atendimento dos casos mais complexos e passíveis de intervenção cirúrgica, além das unidades dos bairros e mais a unidades Vila Mariana, Lapa, Jardim Umarizal, Morumbi, Humaitá e em Diadema.
Também há unidades nas seguintes cidades: Botucatu, Campinas, Fernandópolis, Marília, Mogi-Mirim, Pariquera-Açu, Presidente Prudente, Ribeirão Preto, São José dos Campos, São José do Rio Preto, Sorocaba e Santos, também fazem parte do projeto da Rede. Há também uma unidade prevista para a cidade de São Carlos desde 2016.
Em Campinas há um espaço para atendimento integrado com equipamentos, tecnologias avançadas, equipes médicas multidisciplinares com capacidade para 10 mil atendimentos mensais. Em Ribeirão Preto, a unidade da Rede de Reabilitação Lucy Montoro conta com dois prédios: um para atendimento infantil e outro para adultos. 
O Hospital de Reabilitação de Marília terá 2,8 mil metros quadrados de área construída em dois pavimentos. A unidade terá setor de diagnóstico, salas de atendimento individual, ginásio de mecanoterapia, espaços para condicionamento físico, terapia ocupacional, fisioterapia infantil e adulto, frente de preparo, enfermaria, consultórios e terapia em grupo.
O projeto da Rede Lucy Montoro faz parte do investimento total de 42,5 bilhões de reais entre 2009 e 2010 feito diretamente pelo governo do estado de São Paulo nas áreas de saúde, educação, transporte e segurança pública.